# Na granicy prawa
Na granicy prawa (Canterbury's Law, 2008) – amerykański serial kryminalny nadawany przez stację Fox od 10 marca 2008. W Polsce nadawany był przez stację Polsat od 12 czerwca 2009. Serial został wyprodukowany przez Sony Pictures Television. Nie był zbyt popularny dlatego stacja postanowiła anulować serial po 6 odcinkach.
Serial kręcono w Boerum Hill, Borough Hall i Greenpoint na Brooklynie, a także w dzielnicy Queens oraz w Yonkers (Nowy Jork) w USA.

## Opis fabuły
Elizabeth (Julianna Margulies) i jej mąż Matthew (Aidan Quinn) postanawiają przeprowadzić się do Providence po zaginięciu ich syna. Są przekonani, że w nowym miejscu łatwiej i będzie zapomnieć o tragedii. Bardzo chcą utrzymać tę znajomość, jednak obydwoje wpadli w wir pracy. Elizabeth szybko stała się jedną z najlepszych prawników, podejmowała i wygrywała sprawy wydawać by się mogło beznadziejne, często balansując na granicy prawa.

## Obsada
- Julianna Margulies jako Elizabeth Canterbury
- Ben Shenkman jako Russell Krauss
- Trieste Dunn jako Molly McConnell
- Keith Robinson jako Chester Fields
- Aidan Quinn jako Matthew "Matt" Furey
- Terry Kinney jako Deputy Attorney General Zach Williams
- David Call jako Martin

## Spis odcinków
| Premiera odcinka | N/o | Polski tytuł | Francuski tytuł      |
| ---------------- | --- | ------------ | -------------------- |
|                  |     |              |                      |
| SERIA PIERWSZA   |     |              |                      |
|                  |     |              |                      |
| 12.06.2009       | 01  |              | Pilot                |
|                  |     |              |                      |
| 15.06.2009       | 02  |              | Baggage              |
|                  |     |              |                      |
| 16.06.2009       | 03  |              | What Goes Around…    |
|                  |     |              |                      |
| 17.06.2009       | 04  |              | Sweet Sixteen        |
|                  |     |              |                      |
| 18.06.2009       | 05  |              | Trade-Off            |
|                  |     |              |                      |
| 19.06.2009       | 06  |              | Sick as Your Secrets |
|                  |     |              |                      |